# Eurylaime du Cap

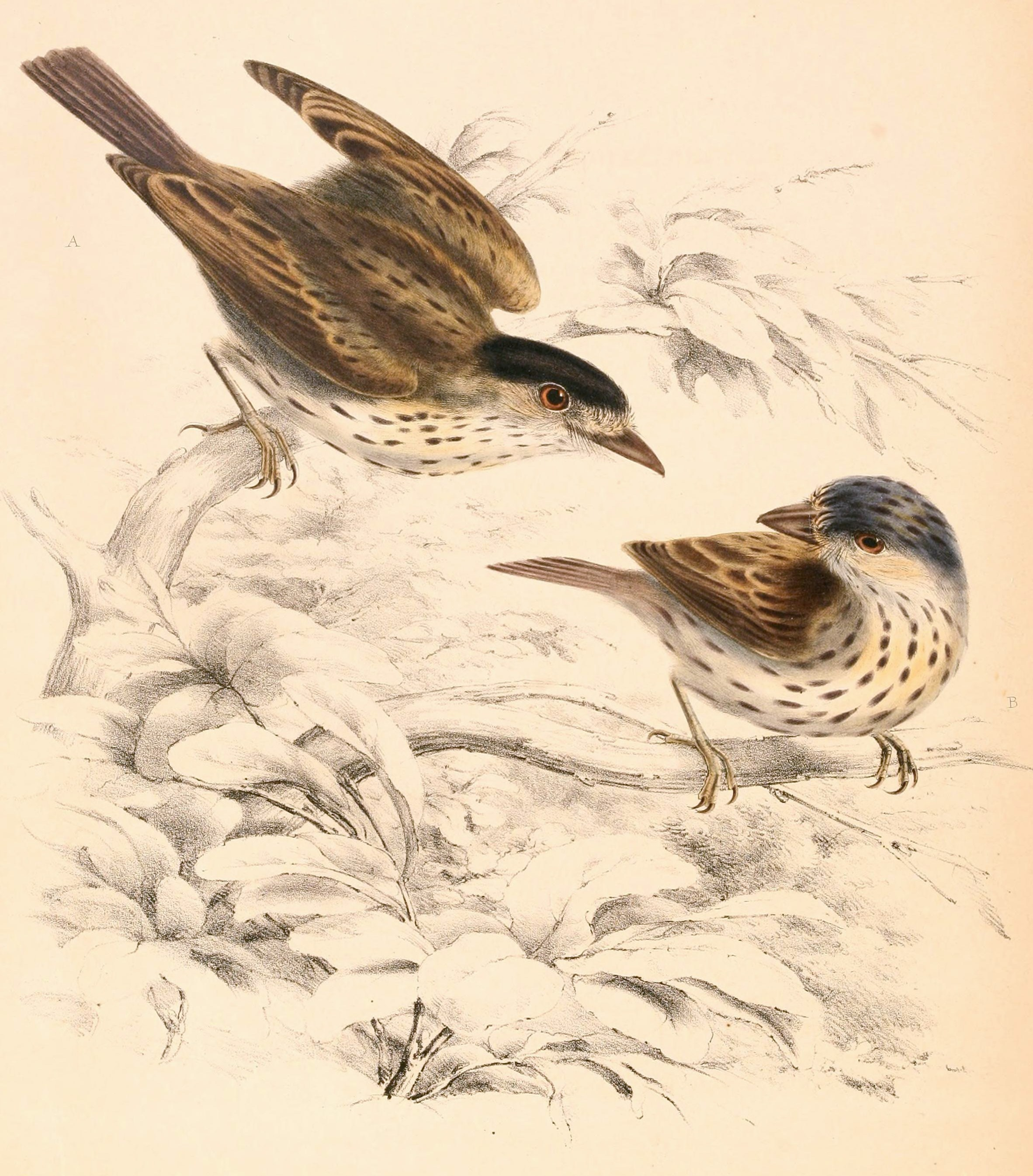
Dessin par Andrew Smith.

Smithornis capensis
Espèce
Statut de conservation UICN

 LC  : Préoccupation mineure
L'Eurylaime du Cap (Smithornis capensis) est une espèce de passereaux appartenant à la famille des Calyptomenidae.